# Трнава при Лаборецу
Трнава при Лаборецу (слч. Trnava pri Laborci) насељено је мјесто са административним статусом сеоске општине (слч. obec) у округу Михаловце, у Кошичком крају, Словачка Република.

## Становништво
| Година:    | 1994. | 2004.   | 2014.    | 2024.   |
| ---------- | ----- | ------- | -------- | ------- |
| Број људи: | 551   | 532     | 591      | 640     |
| Разлика:   |       | -3,44 % | +11,09 % | +8,29 % |

| Година:    | 2023. | 2024.   |
| ---------- | ----- | ------- |
| Број људи: | 636   | 640     |
| Разлика:   |       | +0,62 % |

Према подацима о броју становника из 2011. године насеље је имало 574 становника.